# Hadi Temglit
 (octobre 2018).
Hadi Temglit est un dessinateur français de bande dessinée, essentiellement historique. 

## Biographie
Hadi Temglit s'est formé au métier de dessinateur par le dessin publicitaire. Il illustre des articles et des histoires courtes pour le magazine Okapi, dessine des aventures de Donald et réalise une série sur la Révolution française pour Vent d'Ouest. Il a signé aussi plusieurs BD historiques aux éditions du Triomphe.

## Œuvre

### Albums
- Les Armées blanches, scénario de Guy Lehideux, dessins de Hadi Temglit, Éditions du Triomphe, collection Le vent de l'Histoire, 2008  (ISBN 978-2-84378-321-0)
- Davout - L'autre vainqueur d'Iéna, scénario de Christian Deschamps, dessins de Hadi Temglit, Éditions du Triomphe, collection Le vent de l'Histoire, 2006  (ISBN 2-84378-294-5)
- Pardonne-moi Natacha, scénario de Guy Lehideux, dessins de Hadi Temglit, Éditions du Triomphe, collection Le vent de l'Histoire, 2010  (ISBN 978-2-84378-361-6)
- Les Recherches de spiridion, scénario d'Antoine Piwnik, dessins de Hadi Temglit, Sanofi, 1998  (ISBN 2-9512299-0-9)
- La Révolution française, scénario de Patrick Cothias, Vents d'Ouest, collection Il y a deux cents ans

1. Le Secret de la femme en noir, dessins de Hadi Temglit, 1987  (ISBN 2-86967-027-3)
2. Et pourquoi pas la Lune ?, dessins de Hadi Temglit, 1988  (ISBN 2-86967-067-2)
3. Les Lumières et la poudre, dessins de Hadi Temglit, 1989  (ISBN 2-86967-070-2)